# جي ألفاريز
خافيد ديفيد ألفاريز فيرنانديز ( ريو بيدراس، بورتوريكو، 13 ديسمبر 1983)، المعروف باسم جي ألفاريز (J Alvarez) ، هو مغني ريغيتون بورتوريكي. تم ترشيحه في فئة أفضل ألبوم حضري في جائزة غرامي اللاتينية الثالثة عشر لألبوم Otro Nivel de Música: Reloaded . لديه شركته الموسيقية الخاصة المسماة On Top Of The World Music.

## روابط خارجية
- Web oficial de J Álvarez
- جي ألفاريز التسجيلات من ديسكاغز.كوم
- جي ألفاريز على أول ميوزيك
- . على يوتيوب